# أعظم مائة بريطاني
أعظم مائة بريطاني (بالإنجليزية: 100Greatest Britons)‏ هو برنامج تلفزيوني أنتجته هيئة الإذاعة البريطانية وأذيع سنة 2002. تقوم فكرته على استطلاع تلفزيوني لآراء مواطني المملكة المتحدة حول من يعتبرونهم أعظم البريطانيين على مدار التاريخ.
يذكر أن الأشخاص العشرة الذين احتلوا قمة التصنيف (وكان أولهم ونستون تشرشل) لم يكن أي منهم على قيد الحياة وقت إذاعة البرنامج، كما يُذكر أن الاستفتاء أسفر عن اختيار أشخاص مثل غاي فوكس، الذي أُعدم لمحاولته تفجير مبنى البرلمان الإنجليزي، وأوليفر كرومويل، الذي أسس نظامًا جمهوريًا في إنجلترا، وريتشارد الثالث، الذي يُتهم بقتل ابني أخيه، والاشتراكي القومي الأيرلندي جيمس كونولي، الذي أعدمه التاج البريطاني سنة 1916. كما كان من المدهش احتلال الممثل والمغني مايكل كروفورد المركز السابع عشر (وهو ثاني أعلى مركز يحتله فنان في هذا التصنيف بعد جون لينون)، ووضع المشاركون في الاستفتاء الأميرة ديانا في مركز أعلى من مركز وليم شكسبير.
شغلت المراكز التسعة عشر الأولى شخصيات إنجليزية المحتد، بينما كان أعلى الأسكتلنديين المدرجين في التصنيف ترتيبًا هو السير ألكسندر فليمنغ (الذي حل في المركز العشرين)، وأعلى الويلزيين ترتيبًا أوين غليندور، الذي جاء في المركز الثالث والعشرين.
من بين البريطانيين المائة الأعظم، عاش ستون في القرن العشرين، وكانت أعلى الأشخاص الأحياء تصنيفًا هي رئيسة الوزراء السابقة مارغريت ثاتشر، التي حلت في المركز السادس عشر. وقد احتل جميع أعضاء فريق البيتلز مراكز متنوعة في التصنيف باستثناء رينغو ستار.

## العشرة الأوائل في التصنيف
| المرتبة | الاسم                  | فترة الحياة | صورة | العمل                                        | ما اشتهر به |
| ------- | ---------------------- | ----------- | ---- | -------------------------------------------- | --- |
| 1       | السير ونستون تشرشل     | 1874–1965   |      | سياسي                                        | رئيس وزراء المملكة المتحدة أثناء الحرب العالمية الثانية. |
| 2       | إسامبارد كينجدم برونيل | 1806–1859   |      | مهندس                                        | مؤسس السكك الحديدية الغربية العظيمة، ومصمم العديد من السفن والأنفاق والجسور المهمة.                                                                                 |
| 3       | ديانا أميرة ويلز       | 1961–1997   |      | عضو بالعائلة المالكة البريطانية              | الزوجة الأولى للأمير تشارلز، أمير ويلز (بين عامي 1981 و1996)، ووالدة الأمير وليم، دوق كامبردج، والأمير هاري.                                                        |
| 4       | تشارلز داروين          | 1809–1882   |      | عالم طبيعيات                                 | صاحب نظرية التطور بالاصطفاء الطبيعي ومؤلف كتاب أصل الأنواع. |
| 5       | وليم شكسبير            | 1564–1616   |      | شاعر وكاتب مسرحي                             | يعتبره الكثيرون أعظم من كتب بالإنجليزية على الإطلاق. |
| 6       | السير إسحق نيوتن       | 1642–1727   |      | فيزيائي ورياضياتي وفلكي وعالم بالكتاب المقدس | واضع قانون الجذب العام وقوانين الميكانيكا الكلاسيكية وقوانين الحركة. يعد كتابه الأصول الرياضية للفلسفة الطبيعية (البرنكيبيا) واحدًا من أعظم المؤلفات في تاريخ العلم. |
| 7       | الملكة إليزابيث الأولى | 1533–1603   |      | ملكة حاكمة                                   | ملكة إنجليزية (حكمت بين عامي 1558 و1603). كان عصرها عصر استقرار داخلي نسبي، ويرتبط اسمها بانتصار الإنجليز على الأرمادا الإسبانية.                                   |
| 8       | جون لينون              | 1940–1980   |      | ملحن وموسيقي ورجل خير وناشط سلام وفنان وكاتب | شارك بول مكارتني كتابة أغاني فريق البيتلز، أنجح فريق موسيقي على مر العصور.                                                                                          |
| 9       | هوراشيو نيلسون         | 1758–1805   |      | قائد بحري                                    | اشتهر بخدمته في البحرية الملكية، وخاصة أثناء الحروب النابليونية. |
| 10      | أوليفر كرومويل         | 1599–1658   |      | قائد عسكري وسياسي                            | السيد الحامي الأول لكومنولث إنجلترا واسكتلندا وأيرلندا، وقائد ما سمي بالجيش النموذجي الجديد في الحرب الأهلية الإنجليزية ضد الملك تشارلز الأول.                      |

## القائمة الكاملة
| 1. ونستون تشرشل. 2. إسامبارد كينجدم برونيل. 3. ديانا أميرة ويلز. 4. تشارلز داروين. 5. وليم شكسبير. 6. إسحاق نيوتن. 7. إليزابيث الأولى ملكة إنجلترا. 8. جون لينون. 9. هوراشيو نيلسون. 10. أوليفر كرومويل. 11. إرنست شاكلتون. 12. جيمس كوك. 13. بادن باول. 14. ألفريد العظيم. 15. آرثر ويلزلي. 16. مارغريت ثاتشر. 17. مايكل كروفورد. 18. فيكتوريا ملكة المملكة المتحدة. 19. بول مكارتني. 20. ألكسندر فلمنج. 21. آلان تورنغ. 22. مايكل فاراداي. 23. أوين غليندور. 24. إليزابيث الثانية. 25. ستيفن هوكينج. 26. ويليام تيندال. 27. إميلين بانكيرست. 28. ويليام ويلبرفورس. 29. ديفيد بوي. 30. جاي فوكس. 31. ليونارد تشيشير. 32. إريك موركم. 33. ديفيد بيكهام. 34. توماس بين. | 1. بوديكا. 2. ستيف ريدغريف. 3. توماس مور. 4. وليم بليك. 5. جون هاريسون. 6. هنري الثامن ملك إنجلترا. 7. تشارلز ديكنز. 8. فرانك ويتل. 9. جون بيل 10. جون لوجي بيرد. 11. أنيورين بيفان. 12. بوي جورج. 13. دوغلاس بدر. 14. ويليام والاس. 15. فرنسيس دريك. 16. جون ويزلي. 17. الملك آرثر. 18. فلورنس نايتينجيل. 19. توماس إدوارد لورنس. 20. روبرت فالكون سكوت. 21. إينوك باول. 22. كليف ريتشارد. 23. ألكسندر غراهام بيل. 24. فريدي ميركوري. 25. جولي آندروز. 26. إدوارد إلجار. 27. إليزابيث باوز ليون. 28. جورج هاريسون. 29. ديفيد أتينبارا. 30. جيمس كونولي. 31. جورج ستيفنسون. 32. تشارلي تشابلن. 33. توني بلير. 34. وليم كاكستون. | 1. بوبي مور. 2. جاين أوستن. 3. ويليام بوث (عالم). 4. هنري الخامس ملك إنجلترا. 5. آليستر كراولي. 6. روبرت الأول من اسكتلندا. 7. بوب جيلدوف. 8. المحارب الغير معروف. 9. روبي ويليامز. 10. إدوارد جينر. 11. ديفيد لويد جورج. 12. تشارلز بابيج. 13. جيفري تشوسر. 14. ريتشارد الثالث ملك إنجلترا. 15. ج. ك. رولينج. 16. جيمس واط. 17. ريتشارد برانسون. 18. بونو. 19. جون ليدون. 20. برنارد مونتغمري. 21. دونالد كامبل. 22. هنري الثاني ملك إنجلترا. 23. جيمس كليرك ماكسويل. 24. جون ر. تولكين. 25. والتر رالي. 26. إدوارد الأول ملك إنجلترا. 27. بارنز واليس. 28. ريتشارد برتون. 29. توني بين. 30. ديفيد ليفينغستون. 31. تيم بيرنرز لي. 32. ماري ستوبس. |

## روابط خارجية
- أعظم مائة بريطاني على موقع IMDb (الإنجليزية)
- أعظم مائة بريطاني على موقع قاعدة بيانات الفيلم (الإنجليزية)